# Hahnbach
Hahnbach är en köping (Markt) i Landkreis Amberg-Sulzbach i Regierungsbezirk Oberpfalz i förbundslandet Bayern i Tyskland.
Köpingen ingår i kommunalförbundet Hahnbach tillsammans med kommunen Gebenbach.